# Columbario romano Antoniano Rufo
El columbario romano Antoniano Rufo, también conocido como La Albina, se encuentra en el municipio español de Almuñécar, provincia de Granada. Se sitúa en una loma, en la vertiente este del río Verde, a unos 500 m de la carretera nacional N-340, que une Almuñécar con Salobreña. En la vertiente opuesta del río, a poco más de un km en línea recta, se encuentra también el columbario romano Torre del Monje. Es Bien de Interés Cultural desde 1984.

## Descripción
Sobre una planta cuadrada, de aproximadamente 4 metros de lado al exterior y 2,5 metros al interior, se levantan los restos de tres de los cuatro muros de cerramiento. El cuarto, orientado al sur, hoy totalmente desaparecido, era sin duda en el que se situaba el acceso al interior. De los otros tres paños quedan en pie gran parte del orientado al oeste y una pequeña porción del paño norte, formando esquina con aquel. Del paño este solo queda una cuña de 70 a 80 centímetros de altura en su lado mayor, y de 10 a 20 centímetros, en el menor.
Al interior los nichos están dispuestos en tres filas de a tres, sobre la fábrica de los muros este y oeste. Están formados por pequeñas dovelas de piedra casi sin labrar, conservándose casi íntegramente, en el muro oeste, siete de los nueve nichos que originalmente disponía, mientras que el este sólo conserva uno y el arranque de los otros dos de la primera fila.
El muro norte conserva el arranque de un arco o bóveda de pequeño fondo enfrentado al acceso, como si de un altar se tratara. Al pie del mismo se conserva la base o escalón construido en sillarejo, donde se alojan cuatro agujeros de unos 25 centímetros de diámetro, para depositar urnas cinerarias.
Es de destacar que el muro oeste, en su coronación y en la arista de intersección con el muro norte, presenta una clara inflexión que hace pensar en la posibilidad de que el columbario estuviera cubierto con una bóveda de medio punto, o por una arista similar a las de la Cueva de Siete Palacios.
La obra es de sillarejo irregular de pizarra unido con mortero.
|                           |
| Ubicación del columbario. |

|                |
| Vista general. |

|                |
| Vista trasera. |

## Historia
Su construcción corresponde a un periodo de intensa romanización en el que continúa vigente el rito de incineración y en el que las estructuras sociales permiten la edificación de enterramientos suntuarios familiares. Se construiría entre finales del siglo I d. C. y principios del II d. C.